# Analizador de espacio de disco

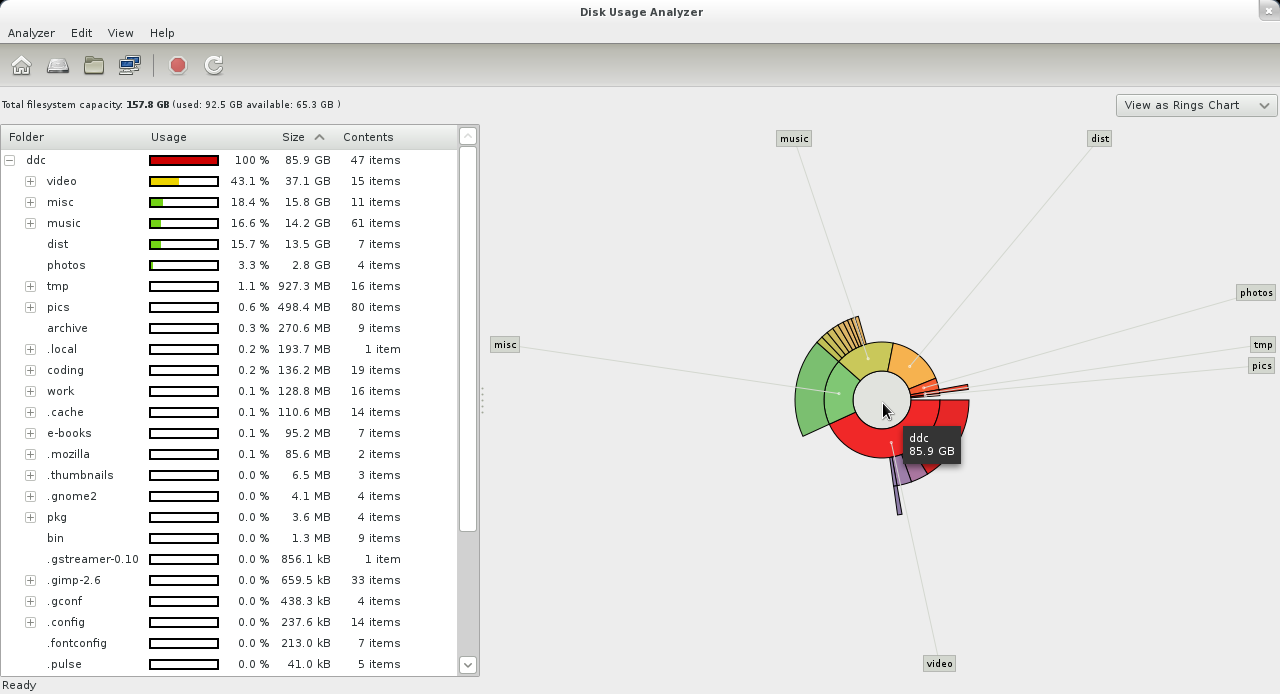
El analizador de espacio Baobab.

Un analizador de espacio de disco (o software de análisis de uso del disco) es una utilidad de software para visualizar el espacio ocupado en un disco de almacenamiento. Obtiene el tamaño de cada carpeta (incluyendo subcarpetas) y de los archivos de cada carpeta o unidad. La mayoría de estas aplicaciones analizan esta información para generar un gráfico que muestra la distribución de uso de disco en carpetas u otros criterios definidos por el usuario.

## Características principales
Las características más importantes que suelen estar presentes en este tipo de software son:
- Puede escanear el tamaño de archivos, carpetas y unidades completas
- Presenta la utilización del espacio de forma gráfica
- Enumera archivos y carpetas de acuerdo a unos criterios configurables

## Características adicionales
Otras características comunes de esta categoría de programas son:
- Exportar el resultado en diferentes formatos como HTML, XML, Excel ...
- Encontrar archivos y carpetas duplicadas
- Calcular la suma de verificación de archivos
- Integrarse con el shell del sistema
- Utilizar diagramas de árbol
- Realizar una limpieza de archivos
- Realizar análisis programados
- Incluir y excluir ciertos archivos y carpetas en el escaneado
- Presentar los indicadores de salud del disco duro utilizando S.M.A.R.T.